# Колесниченко, Михаил Федотович
Михаил Федотович Колесниченко (1921—2002) — помощник командира взвода 91-й гвардейской отдельной разведывательной роты 89-й гвардейской стрелковой дивизии 37-й армии Степного фронта, гвардии сержант. Герой Советского Союза (20.12.1943).

## Биография
Родился 25 декабря 1921 года в селе Струмок ныне Татарбунарского района Одесской области Украины в крестьянской семье. Украинец. В 1941 году окончил 7 классов в селе Арциз. Работал слесарем в ремонтной мастерской железнодорожной станции «Арциз».
В Красной Армии с марта 1943 года. Член ВКП(б)/КПСС с 1943 года. В боях Великой Отечественной войны с июля 1943 года.
Помощник командира взвода 91-й гвардейской отдельной разведывательной роты (89-я гвардейская стрелковая дивизия, 37-я армия (СССР), Степной фронт) кандидат в члены ВКП(б) гвардии сержант Михаил Колесниченко в ночь на 3 октября 1943 года с группой разведчиков из шести человек переправился через реку Днепр у села Мишурин Рог Верхнеднепровского района Днепропетровской области Украины, захватил «языка» и добыл важные разведывательные данные для советского командования.
Указом Президиума Верховного Совета СССР от 20 декабря 1943 года за образцовое выполнение боевых заданий командования на фронте борьбы с немецко-фашистскими захватчиками и проявленные при этом мужество и героизм гвардии сержанту Колесниченко Михаилу Федотовичу присвоено звание Героя Советского Союза с вручением ордена Ленина и медали «Золотая Звезда» (№ 1447).
После войны М. Ф. Колесниченко продолжал службу в армии. В 1955 году он окончил Военную бронетанковую академию. С 1972 года полковник Колесниченко М. Ф. — в запасе.
Скончался 3 апреля 2002 года Одессе.

## Награды
- Медаль «Золотая Звезда»;
- орден Ленина;
- орден Красного Знамени;
- орден Отечественной войны 1-й степени;
- медали.

## Память

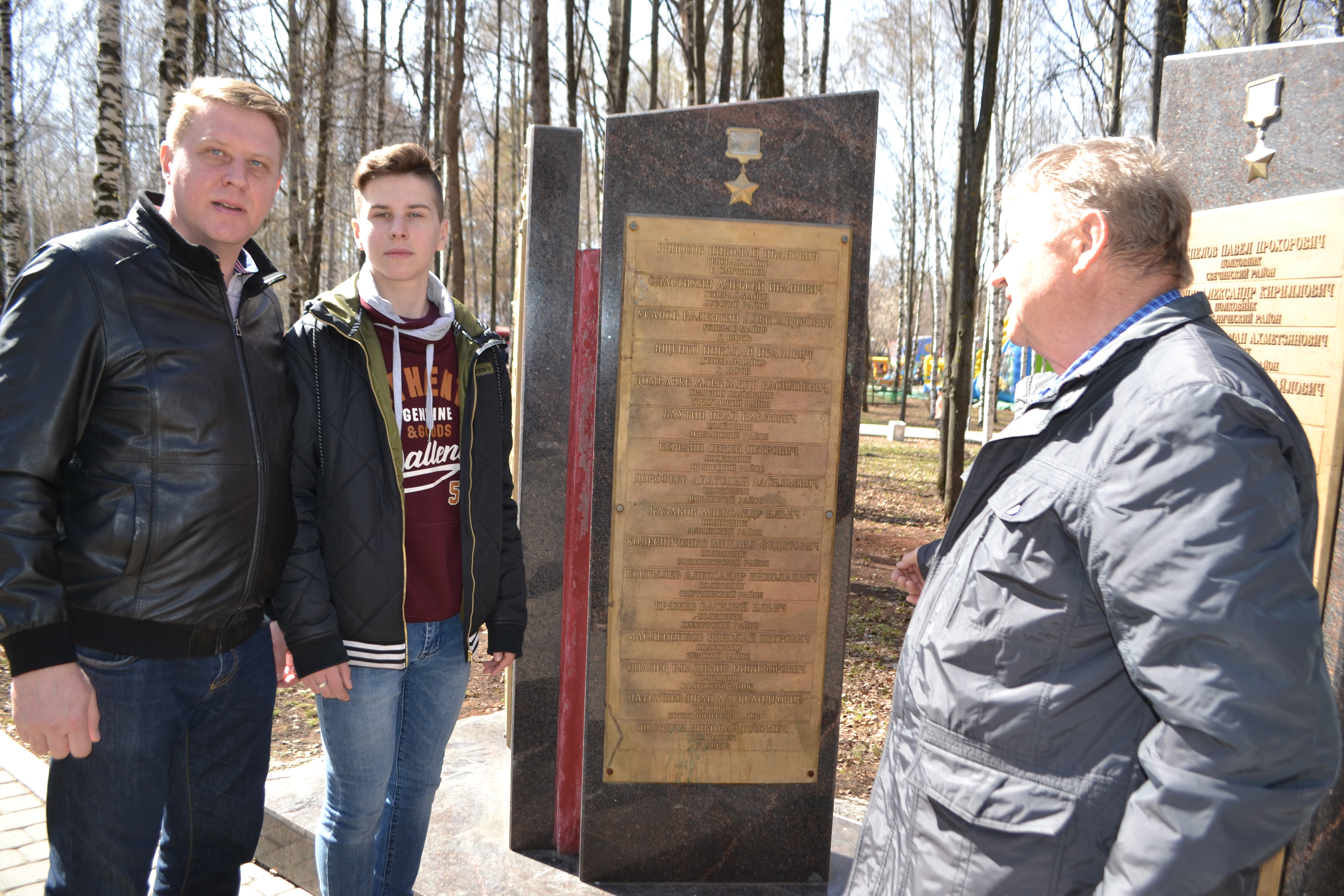
Имя Героя выбито на гранитной стеле на Аллее Славы в парке Победы города Киров

- Имя Героя выбито на гранитной стеле на Аллее Славы в парке Победы города Киров.
- В честь М. Ф. Колесниченко названа улица в г. Татарбунары.